# Till Dawn Music
『Till Dawn Music』（ティル・ドーン・ミュージック）とは、2015年3月31日（30日深夜）から2018年3月30日（29日深夜）までMBSラジオで毎週火曜日 - 木曜日の深夜に放送された音楽専門番組。放送曜日・時期によって放送時間が異なる（詳細後述）。
なお、MBSラジオのサービスエリアの一部でワイドFMの本放送を開始した2016年4月からは、同局におけるワイドFMの周波数（90.6MHZ）にちなんだ「MMZ（MBS-FM MUSIC ZONE）906!」（同年9月まで）→「+MUSIC 906!」（同年10月から、いずれも深夜に編成する音楽系の番組レーベル）内の番組として扱われていた。

## 概要

### 放送開始までの経緯
MBSラジオでは、2015年4月に大規模な番組改編を実施。火曜 - 土曜の未明から早朝（月 - 金曜の深夜）までの時間帯で、2:00 - 4:55に編成していた複数の番組放送枠を統合したうえで、当番組の放送を開始した。

### 番組内容
「ハマればまさにカタルシス!お耳に合わなければ阿鼻叫喚。。」というキャッチフレーズの下で、洋楽・邦楽や新譜・旧譜の区別に関係なく、楽曲のアーティスト・ジャンル・共通点などに着目した「マニアックな選曲テーマ」を日替わりで設定。そのテーマに関連する楽曲を、CMを一切挟まずに、放送終了時間まで可能な限り流した。ちなみに、番組タイトルは、英語で「夜明けまでの音楽」を意味する。
個別のリクエストを一切受け付けず、放送中のトークや楽曲紹介を極力抑える一方で、「プレイリスト」（放送予定の楽曲）を公式サイトで公表。Twitter・Facebook上の公式アカウントでは、選曲に携わったスタッフやアナウンサーからのコメントを公開している。当番組の開始前から『MBSサンデー（マンデー）スペシャル』内で放送されてきた音楽関連のシリーズ企画（「僕らが大好きだったテレビ主題歌」「みんなのフォーク」など）や、数日 - 数ヶ月前に訃報が伝えられた著名アーティストの追悼特集を当番組へ組み込むこともあった。
公式サイトでは、テーマや再放送などに関するリクエストを随時受付。Twitterで「いいね!」の数が多かったテーマの放送回については、本放送後の終了後も、再放送を随時実施していた。また、radikoで「タイムフリー」（放送済み番組の音源を放送後1週間限定で配信するサービス）の試験配信を始めた2016年10月11日（月曜日）以降の放送では、「タイムフリー」によるSNSでの音源シェアを勧めるコメントをエンディングで流していた。
2017年9月29日で、金曜深夜（土曜未明）分の放送を終了。翌週（10月6日）からは、『おわらナイト』（毎日放送出身のフリーアナウンサー・伊東正治がナビゲーターを務める生放送番組）が放送枠を引き継いでいる。さらに、ROTTENGRAFFTYを特集した2018年3月29日（木曜日）深夜（30日未明）放送分で、残りの曜日の放送も終了。翌週（4月3日深夜）からは、月曜深夜分の放送枠の大半を『マルセイユの朝まで生まんげき』、火 - 木曜深夜分の放送枠を『あどりぶラヂオ』（いずれも自社制作番組）が引き継ぐ。

### 出演者
オープニングとエンディングでは、事前収録による加藤康裕などのアナウンス音源を放送。加藤は放送開始時点で毎日放送のアナウンサー（アナウンサーセンター長）であったが、事業局へ異動した2017年7月以降の放送でも、加藤によるアナウンス音源を引き続き使用してきた（加藤は2018年7月のアナウンス室復帰を経て2019年3月31日付で早期定年退職）。ただし、同年12月の「MBSラジオ　スペシャルウィーク」期間中には高井美紀、番組最終週には古川圭子（いずれも加藤の部下であった現職のアナウンサー）が告知のアナウンスを担当している。
本編では、選曲のテーマに応じて、加藤以外の人物がジングル内の告知やテーマ紹介を担った。基本として毎日放送の現職アナウンサーが事前収録で交互に担当していたが、MBSラジオの他番組でパーソナリティを務めるアナウンサー以外の人物（伊東や鳥居睦子など）、当日のテーマで扱うアーティストや音楽ユニットのメンバーが務めることもあった。

### 曜日別企画・特別企画

#### 木曜（水曜深夜）放送分「ティルドーンアニメ」
木曜（水曜深夜）放送分では、「ティルドーンアニメ」と称して、選曲の対象を新旧のアニメ作品関連の楽曲に特化。アニメに詳しく、MBSテレビで放送するアニメ作品のPRにも携わる鈴木健太が「ナビゲーター」を務める。鈴木は2017年6月までアナウンサーとして出演していたが、同年7月に東京支社のPR部へ異動してからも、アニメ番組の宣伝業務を担う関係で随時登場していた。2018年3月28日深夜（29日未明）の放送分で終了。
主な企画
- ミュージックダービー
  - 月替わりのテーマにそってアニメソングを5曲選曲したプレイリストを募集する、MBSの音楽コミュニティサイト「MY BEST SELECTION」とのコラボレーション企画。毎回4名のプレイリストを取り上げ、4候補プレイリスト放送後には翌月の募集テーマに関するアニメソングを放送する。MY BEST SELECTION内で行われるリスナー投票で最多得票のMVPに選ばれると賞金3000円が進呈される。
- アニメ100年の歩み
  - 2017年の日本初のアニメーション公開から100年を記念し、毎回2つの年を取り上げそれぞれの年に放送されたアニメの楽曲を選曲しアニメの歴史を振り返る。
- アーティスト特集
  - ある一組のアニソンアーティストの楽曲を選曲する。特集アーティストからのコメントや、番組進行アナウンスが挿入される場合もある。

特別企画
- 本番組では通常はトークコーナーを設けていないが、「ティルドーンアニメ」については、鈴木と松澤千晶による対談を特別企画として随時放送している。放送履歴は以下の通り。
  - 2015年6月11日（10日深夜）前半（90分間）「松澤千晶と鈴木健太のアニメ座談が1時間半も放送される件について」
  - 2015年12月31日（30日深夜）「臨時開店、鈴松屋〜ティルドーンアニメ年末特番〜」
  - 2016年12月29日（28日深夜）「この世界の片隅で愛を語る！鈴木千晶・松澤健太の…『これってもしかして、俺たち・私たち、入れ替わってるー！？』松澤千晶・鈴木健太の朝まで3時間チャレンジラジオ〜どうしちまったんだよ、琥珀さん!?今日はもう寝ようぜ!〜」
  - 2017年10月12日（13日深夜）「ティルドーンアニメ特別版 「アニメ・ゲーム本舗 鈴松堂 〜日本音楽史に刻むべき“ゲーム音楽”の魅力〜」」（木曜深夜放送）

#### 金曜（木曜深夜）放送分
金曜（木曜深夜）放送分では、MBSテレビが当番組の直前で『MBS SONG TOWN』の放送を開始した2015年4月24日（23日深夜）から6月下旬まで、基本としてオープニングの直後に同番組との連動企画を実施していた。この期間中には、『MBS SONG TOWN』のMC・福島暢啓（毎日放送アナウンサー）が、当番組オープニングの告知・紹介アナウンスも担当。2015年6月8日には、上記の企画から派生した特別番組を、「MBSマンデースペシャル」（月曜日20:00 - 21:00）の中で放送した。
なお、上記の企画が終了した後は、水曜以外の放送分に準じた企画を放送。福島にとって造詣が深い昭和歌謡関連の企画を実施することもあった。

#### 特別企画
2015年10月中旬には、「+music」（毎日放送が音楽を主体に展開するテレビ・ラジオ・イベント連動型キャンペーン）の一環として、「+musicスペシャル」という特別企画を連日放送。MBSラジオ制作の平日生ワイド番組でパーソナリティを務める人物が、以下のテーマに沿って、選曲・告知・テーマ紹介を交互に担当した。
- 2015年10月8日（9日未明）放送分：浜村淳（『ありがとう浜村淳です』『ありがとう浜村淳です土曜日です』メインパーソナリティ）
  - 「浜村淳が選んだ 日本が誇る三人の歌手　ちあきなおみ・石原裕次郎・八代亜紀 この三人にありがとう」
- 2015年10月9日（10日未明）放送分：上泉雄一（『上泉雄一のええなぁ!』メインパーソナリティ）
  - 「上泉雄一セレクション"ゴールデン80's"」
- 2015年10月12日（13日未明）放送分：子守康範（『子守康範　朝からてんコモリ!』メインパーソナリティ）
  - 「子守康範　朝までフォークソングがてんコモリ!」
- 2015年10月13日（14日未明）放送分：近藤光史（『こんちわコンちゃんお昼ですょ!』メインパーソナリティ）
  - 「コンちゃんセレクション〜団塊の世代応援ソングナイト〜 」
- 2015年10月14日（15日未明）放送分：松井愛（『松井愛のすこ〜し愛して♥』メインパーソナリティ）
  - 「松井愛の”永遠のアイドル・松田聖子 スペシャルヒットメドレー” 」

2015年12月の「MBSラジオ　スペシャルウィーク」期間中には、「Till Dawn Music ミュージックフリーク」と称して、MBSラジオと関連の深い人物による以下の特別企画を連日放送した。
- 2015年12月7日（8日未明）放送分：山本浩之（『ヤマヒロのぴかいちラジオ』『茶屋町ヤマヒロ会議』パーソナリティ）
  - 「ヤマヒロと“朝までハルイチ”〜冬だけど関西の春を彩る野外ライブ“春一番”アーティストセレクション〜」
- 2015年12月8日（9日未明）放送分：関岡香・古川圭子（いずれも毎日放送アナウンサー）
  - 「今夜は“すみれ色”　関岡香・古川圭子の『WE LOVE 宝塚』スペシャル」
- 2015年12月9日（10日未明）放送分：鈴木健太・「ティルドーンアニメ」制作チーム
  - 「鈴木健太と仲間たちが選ぶアニメソング特集」
- 2015年12月10日（11日未明）放送分：角淳一（『おとなの駄菓子屋』パーソナリティ）
  - 「角淳一セレクション 〜カヴァーソングの世界〜」
- 2015年12月11日（12日未明）放送分：押尾コータロー（『押尾コータローの押しても弾いても』パーソナリティ）
  - 「押尾コータローが選ぶ映画音楽特集!」

また、2016年6月以降の「MBSラジオ　スペシャルウィーク」期間中には、通常放送しない日曜日の26:00 - 28:55に（月曜日未明2:00 - 4:55）に生放送の特別番組『Till Dawn Music番外編』を編成。『U.K. BEAT FLYER』（MBSラジオの音楽番組）のレギュラー出演者であるライブハウス店長・岸本優二（U.G.）を進行役として、関西地方を拠点に活動する複数の若手バンドによるアコースティックライブや、U.G.との音楽談議などを放送することがあった。その一方で、MBSラジオ番組パーソナリティの選曲による上記の企画は、「ティルドーンアニメ」関連分を除いて、2017年11月から『おわらナイト』で随時実施している。

## 放送時間
| 放送日                       | 火曜未明 （月曜深夜） | 水曜未明 （火曜深夜） | 木曜未明 （水曜深夜） | 金曜未明 （木曜深夜） | 土曜未明 （金曜深夜） |
| ---------------------------- | --------------------- | --------------------- | --------------------- | --------------------- | --------------------- |
| 2015年3月31日 - 7月3日       | 2:00 - 4:55           | 2:00 - 4:55           | 2:00 - 4:55           | 2:00 - 4:55           | 2:00 - 4:55           |
| 2015年7月4日 - 12月26日      | 2:00 - 4:55           | 2:00 - 4:55           | 2:00 - 4:55           | 2:00 - 4:55           | 2:00 - 4:35           |
| 2016年1月2日 - 3月26日       | 2:00 - 4:55           | 2:00 - 4:55           | 2:00 - 4:55           | 2:00 - 4:55           | 2:00 - 4:55           |
| 2016年3月29日 - 9月23日      | 2:00 - 4:55           | 2:00 - 4:55           | 2:00 - 4:55           | 2:00 - 4:55           | 2:30 - 4:35           |
| 2016年9月27日 - 12月31日     | 2:00 - 4:55           | 2:00 - 4:55           | 2:00 - 4:55           | 2:00 - 4:55           | 3:30 - 4:55           |
| 2017年1月2日 - 4月1日        | 2:00 - 4:55           | 2:00 - 4:55           | 2:00 - 4:55           | 2:00 - 4:55           | 3:30 - 4:40           |
| 2017年4月3日 - 9月29日       | 3:00 - 4:55           | 2:00 - 4:40           | 2:00 - 4:40           | 2:00 - 4:40           | 2:30 - 4:55           |
| 2017年10月3日 - 2018年2月7日 | 3:00 - 4:55           | 2:00 - 4:40           | 2:00 - 4:40           | 2:00 - 4:40           | （放送なし）          |
| 2018年2月8日 - 2018年3月30日 | 3:00 - 4:55           | 2:00 - 4:40           | 2:30 - 4:40           | 2:00 - 4:40           | （放送なし）          |

- 基本として事前に収録した内容を放送するため、非常時・緊急時には、当直勤務のアナウンサーによるニュース速報・気象警報・地震速報を楽曲の放送中に挿入。また、エンディング間際から加藤のアナウンス音源を強制的に挿入する関係で、当該時間帯に放送中の楽曲が最後まで流れないこともあった。
- プロ野球シーズン中に『MBSベースボールパーク』のナイトゲーム中継を延長した場合には、直前まで編成されているレギュラー番組（主にスポンサー付きの番組）のスライド放送を中継終了後から順次実施する関係で、当番組の放送開始時間を遅らせることがある[1]。その場合には、番組スタッフが放送予定の楽曲の一部を放送の直前までに編集で割愛したため、公式サイト上の「プレイリスト」と実際の放送内容が若干異なっていた。

## 放送終了後
2017年3月24日未明放送分の「言葉の旅人～作詞家・松本隆の風街物語」は、神戸市（MBSラジオの放送対象地域）内在住の松本に対するインタビューを交えた特別企画で、放送終了後もリスナーから多くの反響が寄せられた。MBSラジオでは、当番組の終了から2年後の2020年6月8日（月曜日）未明（1:30 - 4:54＝本来は放送を休止する時間帯）に、同企画の再編集版を放送。松本がこの年に作詞家生活50年を迎えていたことから、放送に際しては松本へのインタビューや、松本からリスナーへのメッセージを新たに収録（音源をオープニングとエンディングで放送）した。